# Rhynchobatus australiae
Rhynchobatus australiae is een vis uit de familie Rhinidae, die voorkomt in het westen van de Grote Oceaan.

## Beschrijving
De rog is een zoutwatervis die voorkomt in tropische wateren. De soort is voornamelijk te vinden in getijdengebieden op het continentaal plat van Australië (Queensland) tot Indonesië, de Filipijnen en Thailand.
Deze soort kan een maximale lengte bereiken van 3 meter.
Het dieet van de vis bestaat hoofdzakelijk uit krabben en andere schelp- en schaaldieren.

## Status als beschermde diersoort
De soort is voor de visserij in Indonesië van aanzienlijk commercieel belang. In 1996 werden prijzen van bijna 400 USdollar per kilo gehaald voor de vinnen van deze rog. In Noord Australië is de soort vooral bijvangst van de trawlvisserij. Daar gelden ook beschermingsmaatregelen zoals een verbod op het ontvinnen. Verder is duidelijk dat het bestand afneemt; daarom staat deze soort als kritiek op de Rode Lijst van de IUCN